# Eusparassus walckenaeri
Eusparassus walckenaeri is een spinnensoort in de taxonomische indeling van de jachtkrabspinnen (Sparassidae).
Het dier behoort tot het geslacht Eusparassus. De wetenschappelijke naam van de soort werd voor het eerst geldig gepubliceerd in 1826 door Jean Victor Audouin.